# Fall Robert Möritz
Der Fall Robert Möritz ist eine im Dezember 2019 durch das Aufdecken der rechtsextremen Vergangenheit des CDU-Kommunalpolitikers Robert Möritz ausgelöste Kontroverse, die zu einer Koalitionskrise der Regierung in Sachsen-Anhalt führte und nur durch den Austritt von Möritz aus der CDU beigelegt werden konnte. Nachfolgend entstand eine Debatte über die mangelnde Abgrenzung der CDU gegenüber dem Rechtsextremismus.

## Hintergrund
Robert Möritz hatte 2011 als Ordner in einer Versammlung von Rechtsextremen fungiert und war später Mitglied des Vereins „Uniter“ geworden, der von den Sicherheitsbehörden im Hinblick auf rechtsextreme Tendenzen geprüft wird. Zudem trägt Möritz eine Tätowierung mit einer Schwarzen Sonne, einem Symbol mit eindeutig rechtsextremem Einschlag, das 12 in Ringform gespiegelte Siegrunen darstellt, die wiederum drei leicht veränderte Hakenkreuze beschreiben. Dieses Symbol ist im früheren  Obergruppenführersaal im Nordturm der von der SS genutzten Wewelsburg als Ornament im Marmorfußboden eingelassen. Durch Bildmaterial wurde auch bekannt, dass Möritz zudem 2014 ein Rechtsrock-Konzert besucht hat. Im August 2018 trat er der Jungen Union bei. Zwei Monate später wurde er als Beisitzer in den CDU-Kreisvorstand Anhalt-Bitterfeld und 2019 in den Ortschaftsrat in Löbnitz an der Linde gewählt. Möritz war Mitglied des konservativen Kreises der CDU Sachsen-Anhalt.

## Verlauf der Kontroverse, Debatte und Auswirkungen
Robert Möritz hatte dem SPD-Politiker Igor Matviyets, ehemaliger Vorsitzender der Jusos in Halle und Vorsitzender der Arbeitsgemeinschaft Migration und Vielfalt der SPD Sachsen-Anhalt, bei seiner Kritik am Beschluss der CDU Sachsen-Anhalt, dass der Islam nicht zu Deutschland gehöre, auf Twitter widersprochen. Matviyets erkannte, dass Möritz auf seinem Profilfoto das Logo des Vereins Uniter integriert hatte, der vom Verfassungsschutz auf rechtsextreme Tendenzen geprüft wird, und machte dies über Twitter am 10. Dezember 2019 öffentlich. Andere fanden daraufhin heraus, dass Möritz 2011 Ordner bei einer rechtsextremen Demonstration war.
Die Landtagsfraktion von Bündnis 90/Die Grünen Sachsen-Anhalt postete am 14. Dezember 2019 einen Tweet auf Twitter, in der sie unter anderem danach fragte, wie viele Hakenkreuze in der CDU möglich seien, nachdem durch weitere Recherchen bekannt geworden war, dass Möritz eine Tätowierung des SS-Symbols Schwarze Sonne trägt, das Hakenkreuze und Siegrunen enthält. Die CDU drohte daraufhin mit einem Bruch der Kenia-Koalition in Sachsen-Anhalt. So entstand wegen der Debatte um Möritz eine Koalitionskrise. SPD-Generalsekretär Lars Klingbeil forderte in der Folge von der CDU-Vorsitzenden Annegret Kramp-Karrenbauer eine Distanzierung von Möritz. Diese äußerte sich zu dem Fall wie folgt: Der Kreisverband Anhalt-Bitterfeld, dessen Vorstand Möritz angehört, habe Möritz „Vertrauen eingeräumt“. „Sollte sich jetzt herausstellen, dass dieses Vertrauen missbraucht worden ist, dann bin ich der Auffassung, dann müssen entsprechende Konsequenzen eben auch gezogen werden.“ Bundestagspräsident Wolfgang Schäuble äußerte sich ebenfalls zum Fall Möritz und forderte eine klare Abgrenzung zu Neonazis innerhalb der CDU.
Am 19. Dezember befasste sich die Landespartei CDU in Sachsen-Anhalt mit dem Fall Möritz und stellte ihm ein Ultimatum mit der Aufforderung, bis zum 27. Dezember seine Aktivitäten innerhalb der rechtsextremen Szene offenzulegen und seine Tätowierung entfernen zu lassen. Zudem sollte er erklären, dass Hakenkreuze und andere NS-Symbolik mit den Grundsätzen der Landes-CDU unvereinbar sind. Auch Möritz’ Kreisverband Anhalt-Bitterfeld unterstützte diese Forderungen und forderte ihn auf, sein Amt als Beisitzer im Kreisvorstand ruhen zu lassen. Nach Ablauf des Ultimatums wollte sich der Landesvorstand ein abschließendes Bild von Möritz’ Vergangenheit machen. Am 19. Dezember befasste sich auch der Hauptkommentar der Tagesthemen mit den Entwicklungen.
Möritz distanzierte sich von seiner rechtsextremen Vergangenheit; allerdings war die Glaubwürdigkeit seiner Distanzierung umstritten. Kurz nach Bekanntwerden der Vorwürfe gegen ihn trat Möritz aus dem Verein „Uniter“ aus. Seine Tätowierung ließ er allerdings nicht entfernen.
Möritz erhielt daraufhin zunächst Unterstützung von seinem Kreisvorstand, was zu einer bundesweiten Debatte und Kritik führte und auch innerhalb der CDU nicht unwidersprochen blieb.
Am 20. Dezember 2019 zog Möritz Konsequenzen aus dem Ultimatum und der inzwischen bundespolitischen Debatte. In einem Schreiben an die CDU teilte er die „sofortige Niederlegung sämtlicher parteiinterner Funktionen und den sofortigen Austritt aus der CDU“ mit, obwohl er sich zutiefst mit den Werten der CDU verbunden fühle und diese auch vollumfänglich vertrete. Im weiteren Verlauf des Schreibens heißt es: „Um weiteren Schaden von der Partei abzuwenden und politische Diskussionen zu befrieden, möchte ich hiermit ein persönliches Zeichen setzen. Manchmal bedarf es der Besinnung auf die wahren Prioritäten im Leben.“
SPD und Grüne forderten daraufhin von der CDU, ihre Position für die Zukunft weiter zu klären.

## Person
Robert Möritz (* 8. März 1990 in Nordhausen), von Beruf Physiotherapeut und Personal Trainer, war bis zum 20. Dezember 2019 ein CDU-Kommunalpolitiker aus Löbnitz an der Linde und Mitglied des Kreistages des Burgenlandkreises in Sachsen-Anhalt. Robert Möritz besuchte die Sportschule in Halle. Nach seinem Abitur im Jahr 2008 erlernte er den Beruf des Physiotherapeuten, den er seit 2011 im Angestelltenverhältnis ausübt. Nebenher ist er als selbständiger Personal Trainer tätig. Die von ihm behandelten Patienten kommen vor allem aus dem Leistungssport.